# وصلة عامة الحركة

وُصلة عامة الحركة.

الوُصلة عامة الحركة أو الوُصلة جامعة الحركة أو الوُصلة العامة أو الوُصلة الجامعة (بالإنجليزية: Universal joint)‏ هي وصلة أو قارنة [الإنجليزية] تربط أعمدة جاسئة تميل محاورها إلى بعضها البعض، وهدفها إعطاء مرونة أكبر للسيارة أثناء السير.